# 1. artilerijska brigada 7. korpusa (NOVJ)
Za druge 1. brigade glejte 1. brigada.
1. artilerijska brigada 7. korpusa (srbohrvaško 1. artiljerijska brigada 7. korpusa) je bila brigada v sestavi Narodnoosvobodilne vojske in partizanskih odredov Jugoslavije in ki je delovala med drugo svetovno vojno na področju Kraljevine Jugoslavije.

## Organizacija
- štab
- 3x divizion
- 1x zaščitni bataljon